# Anak (ort i Nordkorea)
Anak (koreanska: 안악) är en ort i Nordkorea.   Den ligger i provinsen Norra Hwanghae, i den sydvästra delen av landet, 60 km söder om huvudstaden Pyongyang. Anak ligger 28 meter över havet och antalet invånare är 19 995.
Terrängen runt Anak är platt åt sydost, men åt nordväst är den kuperad. Runt Anak är det tätbefolkat, med 319 invånare per kvadratkilometer. Närmaste större samhälle är Chaeryŏng-ŭp, 16,3 km sydost om Anak. Trakten runt Anak består till största delen av jordbruksmark.